# Niels Anker Kofoed
Niels Anker Kofoed (født 21. februar 1929 i Bodilsker, død 6. maj 2018) var en dansk bonde og politiker. Søn af gårdejer Poul Kofoed, Skovgård. Han tog realeksamen Neksø Private Realskole 1945, gik på Rødding Højskole 1946-47. Askov Højskole 1949-50 og Holly Royde College, Manchester University, 1953. Han var elev på Tune Landboskole 1955 og er uddannet ved praktisk landbrug.
Han overtog ejendommen Nordvang i Ibsker Sogn 1957 og drev Knarregård i Ibsker 1959-1991 med maskinstation.
Han var formand for VU i Bornholms Amt 1950, landsformand for VU 1957-59, medlem af Ibsker Sogneråd 1958-70, formand 1966-70, formand for Bornholms Andels Maskinindkøb 1959-73 og formand for Bornholms Forbrændingsselskab 1967-73 og medlem af Bornholms Amtsråd 1970-73. 
Han var desuden medlem af bankrådet for Bornholmerbanken 1967-73 og af bestyrelsen 1970-73. Medlem af Andelsslagteriernes Fællesbestyrelse 1975-77.

## Politisk karriere
Kofoed var folketingsmedlem for Bornholms Amtskreds 23. januar 1968 – 3. december 1973 og 9. januar 1975 – 10. marts 1998. Han var Landbrugs- og fiskeriminister i regeringen Poul Hartling, landbrugsminister i regeringen Anker Jørgensen III og i regeringen Poul Schlüter I.
I 1975 blev han Kommandør af Dannebrogordenen.
Kofoed var medlem af Europa-Parlamentet 1975-78 og 1989-1999, formand for Europa-Parlamentets landbrugsudvalg 1977-78 og vicepræsident i Europa-Parlamentets Liberale Gruppe. Desuden 1. næstformand i Europa-Parlamentets fiskeriudvalg fra 1994 og medlem af landbrugs- og regionaludvalget smst. fra 1994.
Han var gift med Rita og far til det tidligere medlem af folketinget Thor Gunnar Kofoed.
Søndag den 6. maj 2018 blev det offentliggjort at Niels Anker Kofoed var sovet ind, 89 år gammel.